# Colgorma rufimacula
Colgorma rufimacula är en insektsart som först beskrevs av Walker 1851.  Colgorma rufimacula ingår i släktet Colgorma och familjen Tropiduchidae. Inga underarter finns listade i Catalogue of Life.